# Helen Aitchison
Frances Helen Aitchison (Sunderland, 6 dicembre 1881 – 26 maggio 1947) è stata una tennista britannica.

## Palmarès

### Olimpiadi
- Argento a Stoccolma 1912 nel doppio misto indoor.